# Surströmming

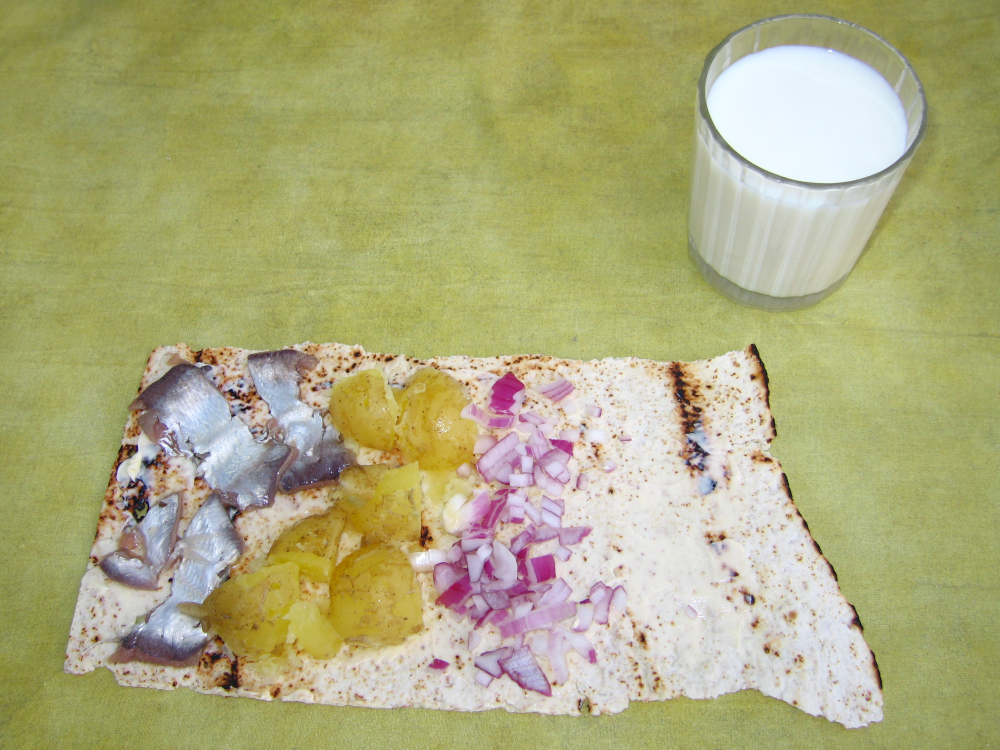
„Klämma“ se surströmmingem, vařeným bramborem a syrovou červenou cibulí na chlebové placce (tunnbröd) s máslem před tím, než se obsah zabalí; k tomu sklenice plnotučného mléka

Surströmming ([sʉ̌ːʂtrømːiŋ]; švédsky kyselý sleď) je švédské jídlo, které se vyrábí zkvašením rybího masa. Vyznačuje se mimořádně intenzivním zápachem. Původně se jednalo o běžné jídlo chudých obyvatel severního Švédska. Ti je vyráběli především ze sleďů obecných, kteří byli loveni na jaře a nakládáni na několik měsíců do slaného láku, až lehce zkvasili. Kvašení prodloužilo trvanlivost výrobku v době, kdy byl kvůli válkám, které vedl Gustav I. Vasa, v zemi nedostatek soli.
Švédský surströmming se vyrábí z místního poddruhu Clupea harengus membras (sleď obecný baltický), který se loví v oblasti Höga kusten. Kvašením v něm vzniká kyselina propionová, kyselina máselná, kyselina octová a sirovodík. Pro vysoký obsah dioxinů musí mít pokrm výjimku z evropských hygienických předpisů.
Dnes se surströmming prodává tradičně od třetího srpnového čtvrtka podle královského nařízení z roku 1937, jež mělo zabránit předčasnému prodeji nedozrálého produktu. Asi měsíc před tímto datem se ryby zavařují do konzerv, ve kterých pokračuje kvašení, takže se dna konzerv vyboulí. Z důvodu možného protržení konzerv a intenzivního zápachu obsahu některé letecké společnosti (např. British Airways nebo Air France) výslovně zakazují tento druh konzerv převážet na palubě letadel. Nájemní smlouvy ve Švédsku také mohou obsahovat požadavek, aby se v bytě nekonzumoval surströmming.
Surströmming se servíruje na několik způsobů, často spolu s dalšími přílohami zabalený do chlebové placky. Podává se k němu místní druh brambor Mandelpotatis, cibule, máslo a aquavit.
V roce 1999 byla založena organizace Surströmmingsakademien, zaměřená na propagaci tohoto pokrmu. Švédsko pro něj také usiluje o udělení chráněného označení EU.

## Konzervy

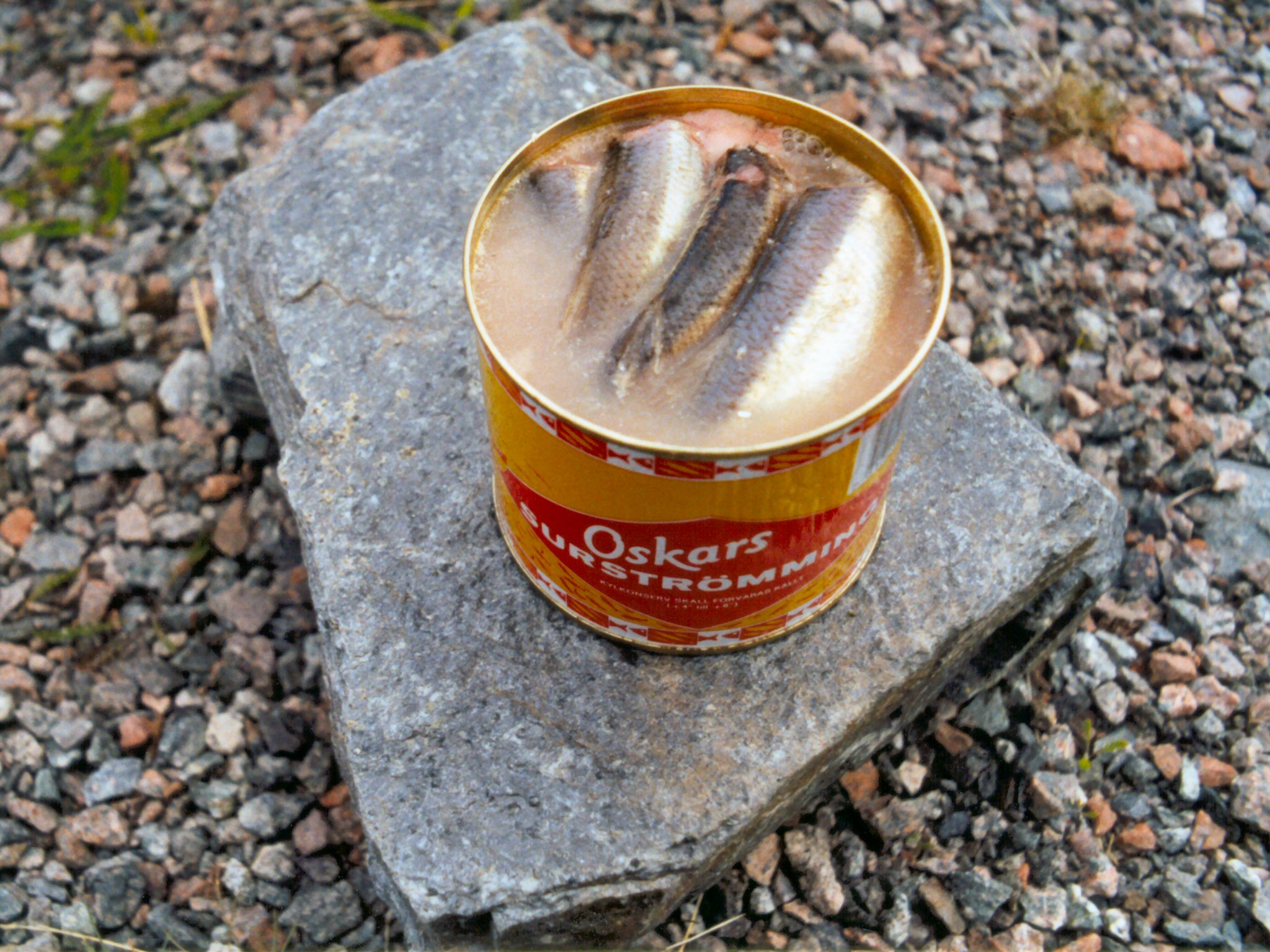
Oskars
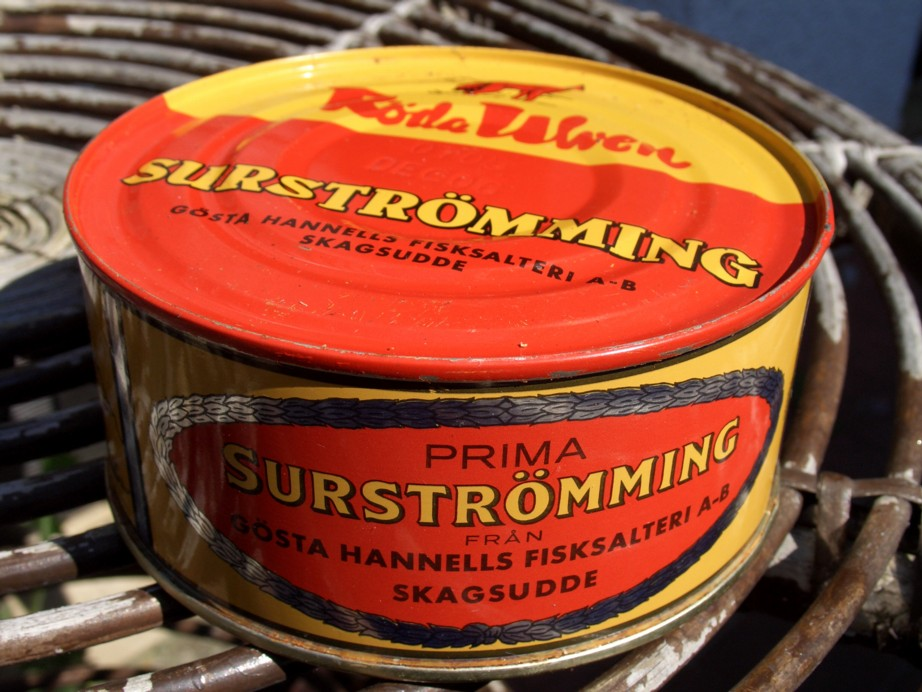
Röda Ulven
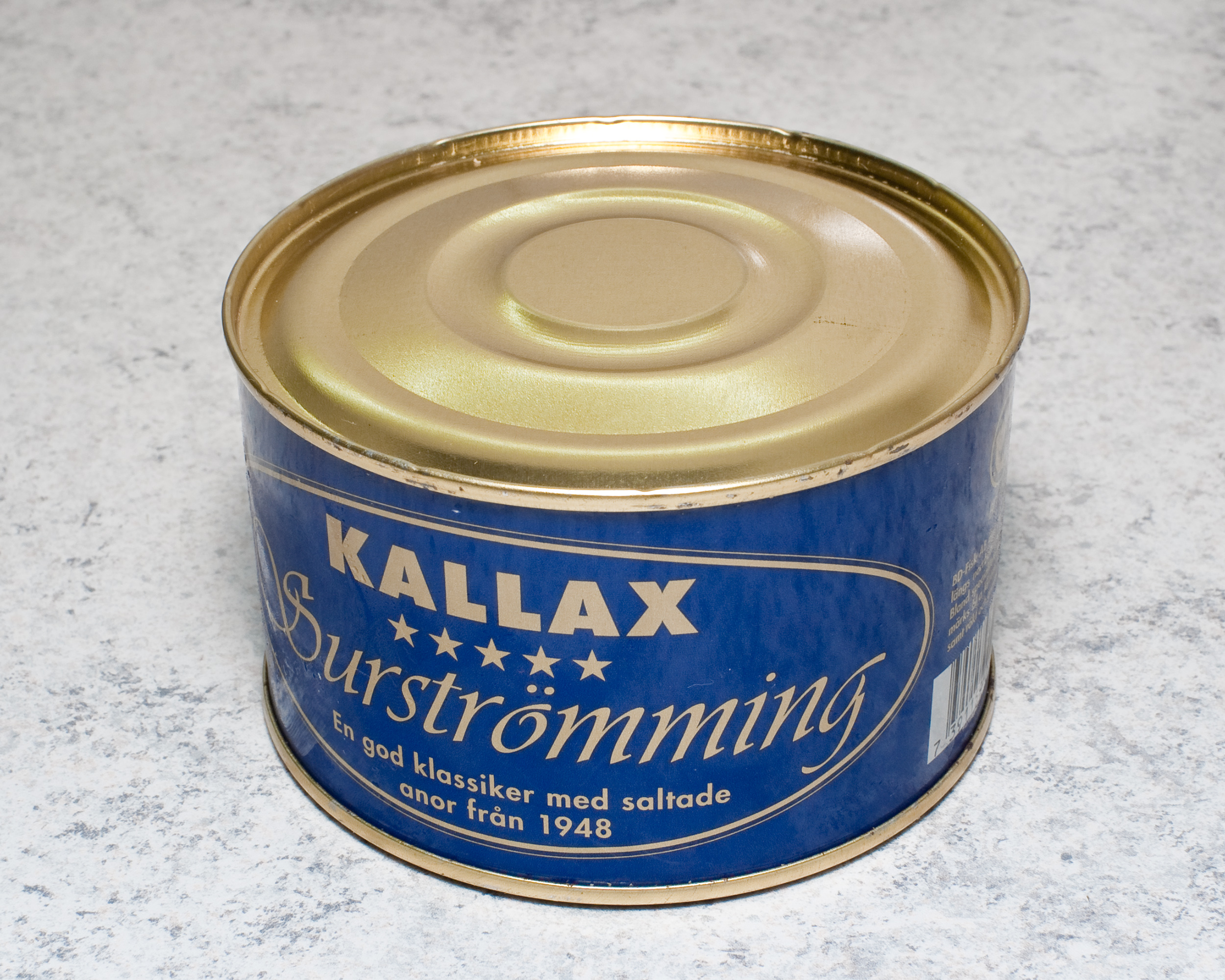
Kallax